# Jan Kaftan (skladatel)
Jan Kaftan, křtěný Jan Emanuel Václav Richard (25. prosince 1870 Karlín – 1. května 1908 Bubeneč) byl český hudební skladatel.

## Život
Vystudoval gymnázium v Praze a České vysoké učení technické. V hudbě byl žákem Zdeňka Fibicha. Odešel za prací do Mělníka a stal se tam organizátorem hudebního života. Řídil místní symfonický orchestr. Později onemocněl, vrátil se do Prahy a zemřel ve věku 37 let. Psal spíše drobnější skladby. Některé z nich vyšly i tiskem. Intermezzo a Nálady provedla Česká filharmonie.

## Dílo

### Melodramy
- O korunu (na slova Jaroslava Vrchlického, 1896)
- Závěť (na slova lidové balady, 1907)

### Orchestrální skladby
- Uspomena iz Dubrovnika
- Intermezzo
- Nálady

### Komorní skladby
- Lístek do památníku (klavír, 1901)
- Ukolébavka (housle, 1895)
- Elegické melodie (violoncello, 1901)
- Romance (housle)
- Barkarola (housle)
- Furiant (klavírní trio)